# Thomas Denham
Thomas Denham era um comerciante da Filadélfia que desempenha um papel importante na The Autobiography of Benjamin Franklin, como figura paterna, amigo e benfeitor que ajuda o jovem Benjamin Franklin durante e após sua primeira viagem à Inglaterra em 1724-26. Após seu retorno às Colônias em 1726, Denham emprega Franklin como balconista e contador em sua loja recém-inaugurada (onde os dois também moravam juntos), que provavelmente estava localizada no endereço atual de 39 South Front Street, Filadélfia, Pensilvânia.